# Neptune Towers
Neptune Towers était un groupe de Dark ambient norvégien.

## Histoire du groupe
Neptune Towers est fondé en 1993 par Fenriz du groupe de Black metal Darkthrone, il s'agit de l'unique membre de ce projet solo. Il cite comme principales influences musicales Klaus Schulze et Tangerine Dream. En 1994 sort l'album Caravans To Empire Algol, suivi en 1995 par l'album Transmissions From Empire Algol. Fenriz met fin à ce projet solo au cours de la même année. La musique des deux albums est caractérisée par une ambiance sombre, lente et musicalement minimaliste.

## Discographie
- Caravans To Empire Algol - (1994)
- Transmissions From Empire Algol - (1995)